# 内藤好美
内藤 好美（ないとう このみ、1994年11月18日 - ）は、日本の女優。埼玉県出身。太田プロダクション所属。パーソナルトレーナーやアクショントレーナーとしても活動。「実践愛敬館空手道場」2代目館長。

## 経歴
2016年。台湾へ語学留学する。
2023年、テレビ東京系列の特撮テレビドラマ『ウルトラマンブレーザー』のレギュラー・ミナミ アンリ 役に抜擢される。
2025年、「実践愛敬館空手道場」（埼玉県川越市）の2代目館長に就任した。

## 人物
身長160センチメートル。体重45キログラム。
趣味は武器術（トンファー、ヌンチャク、サイ）、日本舞踊、乗馬、着物、英語。特技は極真空手（黒帯二段）、アクション、書道、ダンス、北京語、韓国語。

## 出演

### テレビドラマ
- ウルトラマンブレーザー（2023年7月8日 - 2024年1月20日、テレビ東京） - ミナミアンリ 役[12]
- 爆上戦隊ブンブンジャー バクアゲ37（2024年11月17日、テレビ朝日） - ステア 役[13]

### テレビ番組
- ズームイン!!SUPER（2011年、日本テレビ） - 新春書道ガールズ甲子園関東代表出場[14]
- 魅力まるごと いまドキッ!埼玉（2018年 - 2020年、テレビ埼玉） - レポーター[15]

### 映画
- 祈り -幻に長崎を想う刻-（2021年） - ハル 役[16]
- ウルトラマンブレーザー THE MOVIE 大怪獣首都激突（2024年） - ミナミアンリ 役[17]

### 舞台
- 足長おじさん（2013年）[18][19]
- 奇々怪々（2013年）[20]
- 白虎隊〜獅子達の什の掟（2018年）[21]
- 恋、燃ゆる。〜秋元松代『おさんの恋』より〜（2020年）[22]
- サンソン -ルイ16世の首を刎ねた男-（2021年）[23]
- 信長の野望・大志 〜最終章〜 群雄割拠 関ヶ原（2021年） - お橋[24]

### CM
- ヘルスケア（2017年）[要出典]

### PV
- ウェアラブルデバイス「telepathyjumper」（2015年）

### 玩具
- ウルトラマンブレーザー アースガロン COMPLETE EDITION（2024年3月） - ミナミアンリ 役
- ウルトラマンブレーザー ブレーザーブレス MEMORIAL EDITION（2024年7月） - ミナミアンリ 役

### その他
- EXSHOW（2011年 - 2014年）